# Djorgovski 1
Djorgovski 1 (Djorg 1) – gromada kulista znajdująca się w kierunku konstelacji Skorpiona w odległości około 44,7 tys. lat świetlnych od Ziemi. Została odkryta we wrześniu 1986 roku przez Stanislava George’a Djorgovskiego. Gromada ta znajduje się 18,6 tys. lat świetlnych od jądra Drogi Mlecznej. Jej położenie w miejscu pełnym gwiazd zgrubienia centralnego Galaktyki sprawia, że badania gromady są utrudnione.
Dokładniejsze badania wykazały, że gwiazdy należące do gromady Djorgovski 1 wykazują niską metaliczność, gdyż prawie wyłącznie zawierają wodór i hel. Gromada ta jest najmniej metaliczną gromadą spośród tych, które znajdują się w wewnętrznej części Galaktyki.
Gromada Djorgovski 1 została odkryta w czasie przeglądu IRAS zdjęć wykonanych matrycą CCD wraz z Djorgovski 2, inną przesłoniętą gromadą kulistą, a także wraz z Djorgovski 3, która ostatecznie okazała się być identyczną z NGC 6540.